# Platycypha caligata
Platycypha caligata là một loài chuồn chuồn kim thuộc họ Chlorocyphidae. Loài này có ở Angola, Botswana, Ethiopia, Guinea-Bissau, Kenya, Malawi, Mozambique, Namibia, Somalia, Nam Phi, Tanzania, Uganda, Zambia, Zimbabwe, có thể cả Burundi, và có thể cả Cộng hòa Congo. 
Môi trường sống tự nhiên của chúng là rừng ẩm vùng đất thấp nhiệt đới hoặc cận nhiệt đới, xavan khô, xavan ẩm, vùng cây bụi khô khu vực nhiệt đới hoặc cận nhiệt đới, vùng cây bụi ẩm khu vực nhiệt đới hoặc cận nhiệt đới, và sông ngòi.

## Hình ảnh

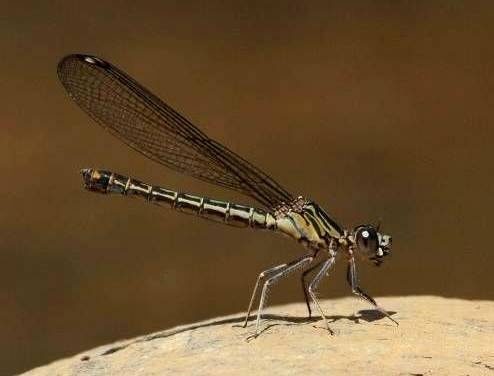